# John Manz
John Raymond Manz (* 14. November 1945 in Chicago, Illinois; † 15. Juli 2023) war ein US-amerikanischer römisch-katholischer Geistlicher und Weihbischof in Chicago.

## Leben
John Manz wurde in Chicago als Sohn deutscher Emigranten geboren. Er besuchte die St. Matthias Grade School in Chicago und die St. Martha Grade School in Morton Grove sowie später bis 1963 das Archbishop Quigley Preparatory Seminary in Chicago. 1967 erwarb er am Niles College Seminary of Loyola in Chicago einen Bachelor of Arts im Fach Philosophie und 1971 an der University of Saint Mary of the Lake in Mundelein einen Master of Divinity. Am 12. Mai 1971 empfing er in der Kapelle des Priesterseminars Saint Mary of the Lake in Mundelein durch den Erzbischof von Chicago, John Kardinal Cody, das Sakrament der Priesterweihe für das Erzbistum Chicago.
Manz war zunächst als Pfarrvikar der Pfarrei Providence of God in Chicago tätig, bevor er 1978 Pfarrvikar der Pfarrei St. Roman in Chicago wurde. Ab 1983 wirkte er als Pfarrer der Pfarrei St. Agnes of Bohemia in Chicago. Von 1987 bis 1991 fungierte er zusätzlich als Dechant des Dekanats Lower West Side.
Am 23. Januar 1996 ernannte ihn Papst Johannes Paul II. zum Titularbischof von Mulia und zum Weihbischof in Chicago. Der Erzbischof von Chicago, Joseph Kardinal Bernardin, spendete ihm am 5. März desselben Jahres in der Kathedrale Holy Name in Chicago die Bischofsweihe; Mitkonsekratoren waren der Bischof von Belleville, Wilton Daniel Gregory, und der Bischof von Lubbock, Plácido Rodríguez CMF. Sein Wahlspruch En tus manos encomiendo mi espíritu („In deine Hände lege ich meinen Geist“) stammt aus Lk 23,46 . Als Weihbischof war Manz zudem Bischofsvikar des Vikariats III (1996–2011) und des Vikariats IV (2011–2021) des Erzbistums Chicago. Überdies wirkte er als Seelsorger in der Pfarrei Good Shepherd im Chicagoer Stadtteil Little Village. Er setzte sich besonders für soziale Gerechtigkeit und die Rechte von Arbeitsmigranten ein. So gehörte Manz unter anderem dem Religious Advisory Committee von Arise Chicago, einer Hilfsorganisation für Arbeitsmigranten, an.
In der US-amerikanischen Bischofskonferenz gehörte Manz ab 1999 der Kommission für Migration und Flüchtlingshilfe an sowie ab 2010 der Kommission für die Kirche in Lateinamerika und von 2008 bis 2010 dem Sekretariat für kulturelle Vielfalt in der Kirche. Außerdem beriet er von 1998 bis 2003 die Kommission für die Kirche in Lateinamerika, die er schließlich von 2003 bis 2006 leitete. Ferner fungierte er von 2003 bis 2006 als Vorsitzender des Verwaltungsrats der Bischofskonferenz und ab 2007 als Vorsitzender der Unterkommission für die Seelsorge für die Migranten, Flüchtlinge und Menschen unterwegs.
Papst Franziskus nahm am 1. Juli 2021 sein altersbedingtes Rücktrittsgesuch an.